# 梁炳
梁炳（1572年—1660年），號如星，北直隸保定府容城縣人，明朝政治人物。

## 生平
万历四十一年（1613年）癸丑科進士，次年授山东郓城县知县，四十四年以母忧归，服阕，补阳信知县，再丁父忧，天启二年（1622年），起补光山县知县，咸有异政，五年四月行取考选，授广西道御史，疏纠贪竞邪臣尚宝司司丞孙善继、刑部员外李腾蛟、南京礼部尚书董其昌，时魏璫用事，公屡抗疏不报，六年巡視光祿寺，七年八月以殿工加升一级，升太仆寺少卿，照旧管事。崇禎元年二月，巡按山西。二年四月以阉党被削籍。
崇祯四年（1631年），复起补江西道监察御史。奉命巡按贵州，平土酋乱，东南以宁。六年（1633年），监察贵州乡试，革除以前弊端。七年，奉命赈抚陕西，活饥民数万。八年，升山西潞安道参政，知府与王府相争而纵兵，挟官钱粮，梁炳与巡抚定制度，从而使兵无哗变。十年，升山西按察使。十一年迁河南右布政使，管守道事。不久，迁左布政使。十五年，时流寇方炽，粮饷不敷，公拥孤城誓守，贼不能下，乃决河灌城，公仅以身免，退守延津。御史举其守城功，议擢京卿，告病致仕归。公前后莅临官三十余年，特立寡援，声震朝野。居家敝庐，仅蔽风雨，好鼓舞后进，邃天人性命之學，晚甘恬退，年九十而終，人以为香山、洛社也，祀乡贤。
墓在白塔村北，有孫徵君志铭。